# Cheilosia corydon
Cheilosia corydon är en tvåvingeart som först beskrevs av Harris 1780.  Cheilosia corydon ingår i släktet örtblomflugor, och familjen blomflugor. Inga underarter finns listade i Catalogue of Life.